# Jodacris
Jodacris is een geslacht van rechtvleugeligen uit de familie veldsprinkhanen (Acrididae). De wetenschappelijke naam van dit geslacht is voor het eerst geldig gepubliceerd in 1897 door Giglio-Tos.

## Soorten
Het geslacht Jodacris omvat de volgende soorten:
- Jodacris alvarengai Roberts & Carbonell, 1981
- Jodacris carayoni Amédégnato, 1987
- Jodacris chapadensis Bruner, 1911
- Jodacris ferruginea Giglio-Tos, 1894
- Jodacris furcillata Rehn, 1909